# Brigata bersaglieri “Garibaldi”

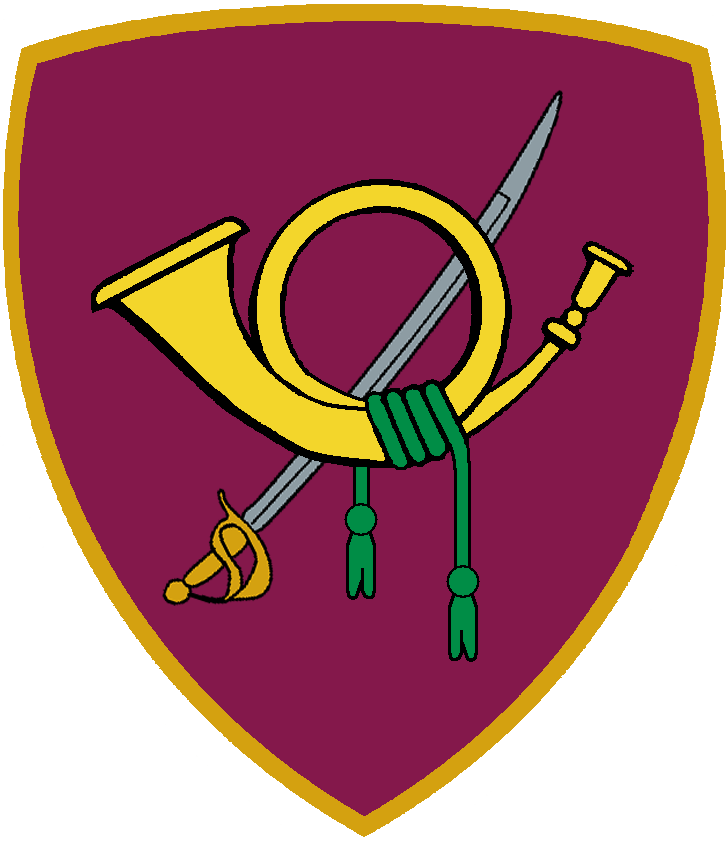
Wappen der Brigade Garibaldi

Die Brigata bersaglieri “Garibaldi” (deutsch Bersaglieri-Brigade „Garibaldi“) ist ein Großverband des italienischen Heeres. Der Brigadestab befindet sich in Caserta bei Neapel. Die Verbände der Brigade waren bis 1991 in Nordostitalien stationiert, danach wurden sie in die süditalienischen Regionen Kampanien und Kalabrien verlegt.

## Auftrag
Die Bersaglieri-Brigade „Garibaldi“ untersteht truppendienstlich dem regionalen Führungskommando COMFOP Sud in Neapel. Sie dient in erster Linie der Landes- und Bündnisverteidigung. Sie wird für Friedensmissionen und Kampfeinsätze im Rahmen der EU, der NATO oder der UNO im Ausland eingesetzt. Bei Bedarf übernimmt die Brigade Unterstützungs- und Sicherungsaufgaben im Auftrag ziviler Stellen.

## Gliederung

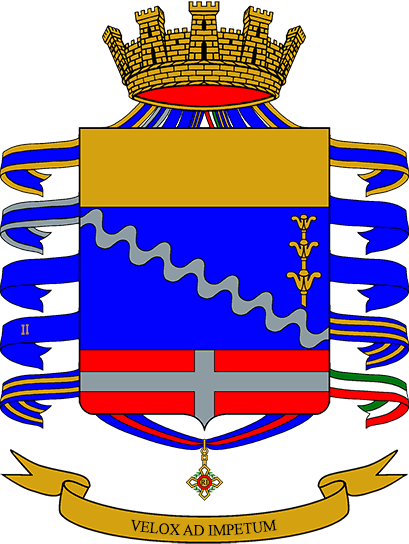
Wappen 8. Bersaglieri-Regiment

- 4. Stabs- und Unterstützungsverband (Caserta)
- 1. Bersaglieri-Regiment (Cosenza)
- 8. Bersaglieri-Regiment (Caserta)
- 4. Panzerregiment (Persano)
- 19. Kavallerieregiment Cavalleggeri Guide (Salerno)
- 8. Artillerieregiment Pasubio (Persano)
- 21. Pionierregiment (Caserta)
- Logistikregiment Garibaldi (Persano)

Alle Regimenter der Brigade haben Bataillonsstärke. Der 4. Stabs- und Unterstützungsverband steht in der Nachfolge des aufgelösten 4. Bersaglieri-Regiments und führt auch dessen Truppenfahne.

## Ausrüstung
Das Panzerregiment ist mit 41 Kampfpanzern vom Typ Ariete ausgerüstet, die Bersaglieri-Regimenter verfügen über Schützenpanzer vom Typ Dardo. Das Kavallerieregiment verfügt über Radpanzer vom Typ Centauro und Spähpanzer Puma. Das Artillerieregiment ersetzte 2009 seine Panzerhaubitzen vom Typ M109L mit der neuen Panzerhaubitze 2000, die reichweitegesteigerte, gelenkte Vulcano-Granaten verschießen kann.

## Geschichte
Aufgestellt wurde die Brigade im Rahmen einer großen Heeresreform am 1. November 1975 in Pordenone im Friaul. Sie entstand aus dem 8. Bersaglieri-Regiment der Panzerdivision Ariete, welche von 1975 bis zur Abschaffung der Divisionsebene im Jahr 1986 aus der Garibaldi-Brigade und zwei Panzerbrigaden bestand. 1991 wurde die Brigade vom V. Korps in Nordostitalien herausgelöst und nach Süditalien verlegt, wo man sie einem Regionalkommando in Neapel unterstellte. Sie war Anfang der 1990er Jahre die erste italienische Brigade, die ausschließlich aus Freiwilligen und Berufssoldaten bestand. In Zukunft soll die Bersaglieri-Brigade Garibaldi mit der Panzerbrigade Ariete die schwere Komponente (Kettenfahrzeuge) des italienischen Heeres bilden.
Teile der Bersaglieri-Brigade Garibaldi wurden eingesetzt zur Katastrophenhilfe nach Erdbeben im Friaul (1976) und in Irpinien (1980), bei polizeiähnlichen Aufgaben auf Sizilien (1993) und in Kampanien (2009), sowie bei Friedensmissionen in Bosnien und Herzegowina (1995, 1997), Albanien (1997), Mazedonien (1998, 1999), im Kosovo (1999), in Afghanistan, im Irak (2003, 2004/05, 2006) und im Libanon (2008). Im weiteren Verlauf haben Truppenteile der Brigade insbesondere in Afghanistan und im Irak weitere Auslandseinsätze absolviert.
Die Brigade führt die Traditionen von Giuseppe Garibaldis Freischaren (Rothemden) fort, die während der italienischen Einigungskriege besonders auch in Süditalien kämpften (Zug der Tausend, Schlacht am Volturno). Während des Befreiungskrieges gegen den Nazifaschismus (1943–1945) gab es zahlreiche Partisanenverbände und Widerstandsgruppen, die ebenfalls nach Garibaldi benannt waren und sich in der Tradition seiner Rothemden sahen.

## Bilder

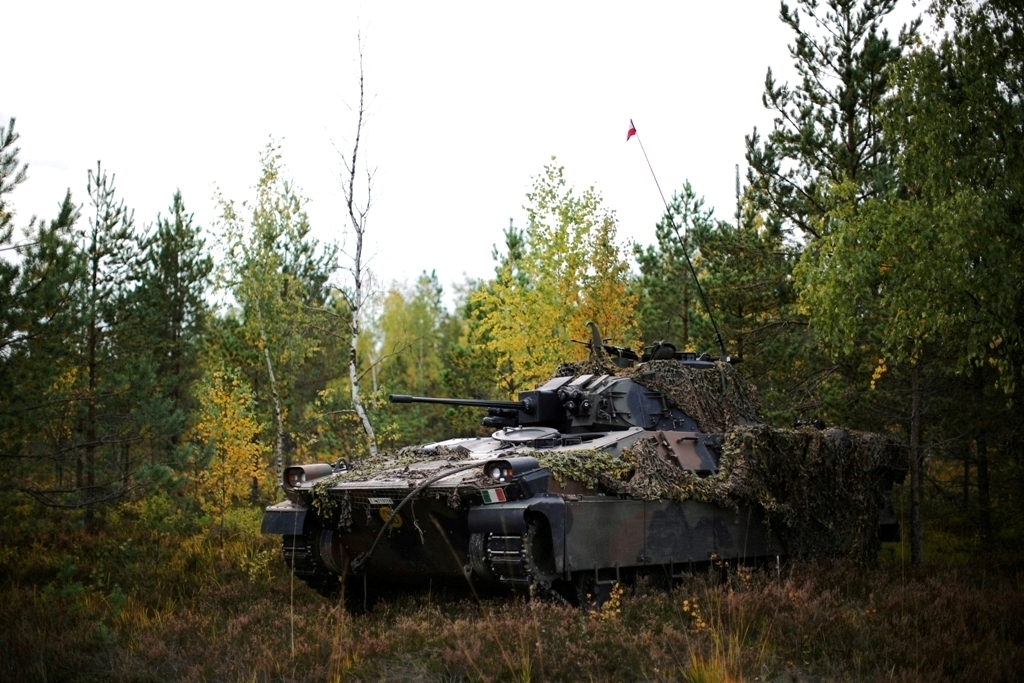
Schützenpanzer Dardo, 1. Bersaglieri-Regiment, 2019 in Lettland
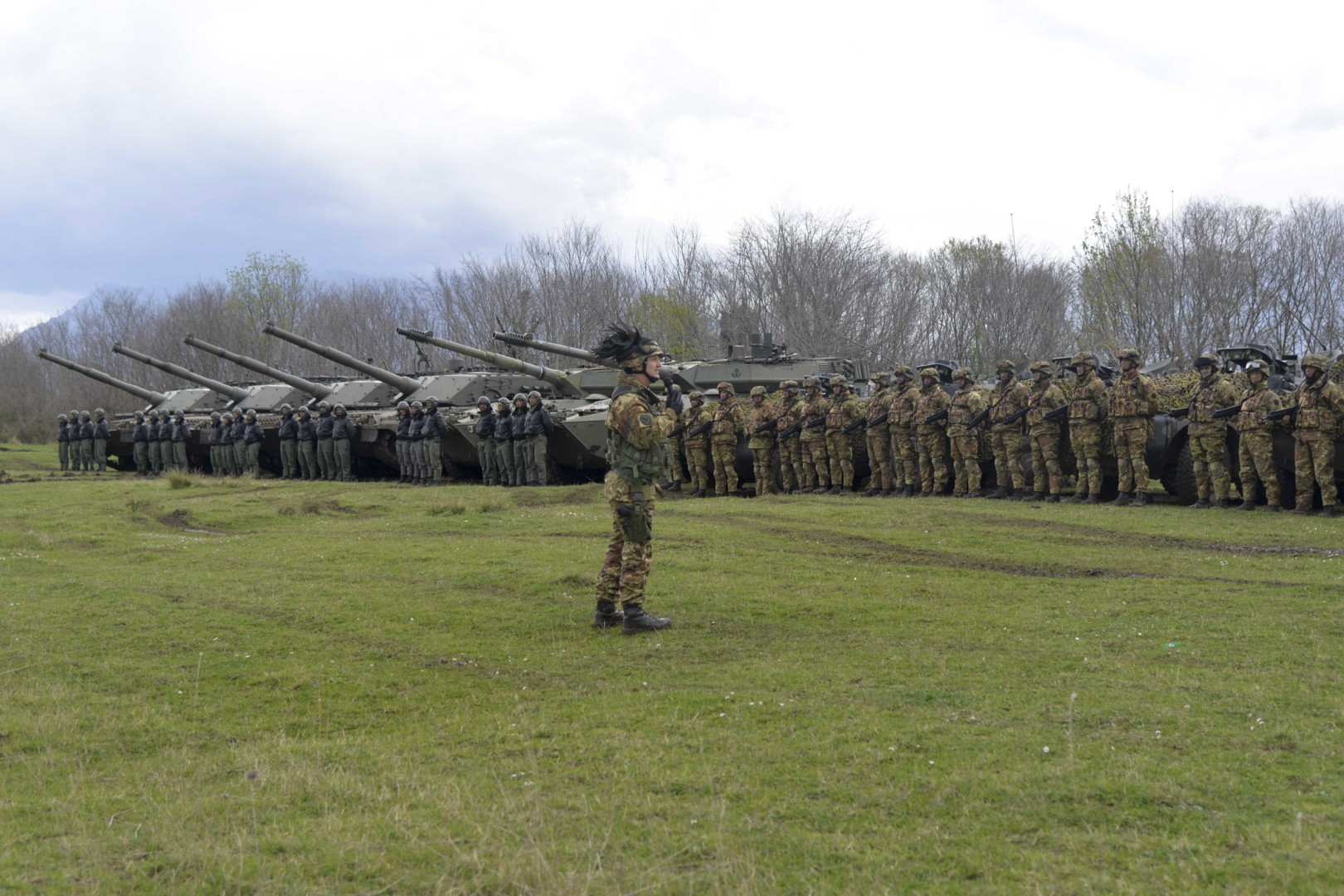
Soldaten verschiedener Truppenteile der Brigade, 2019
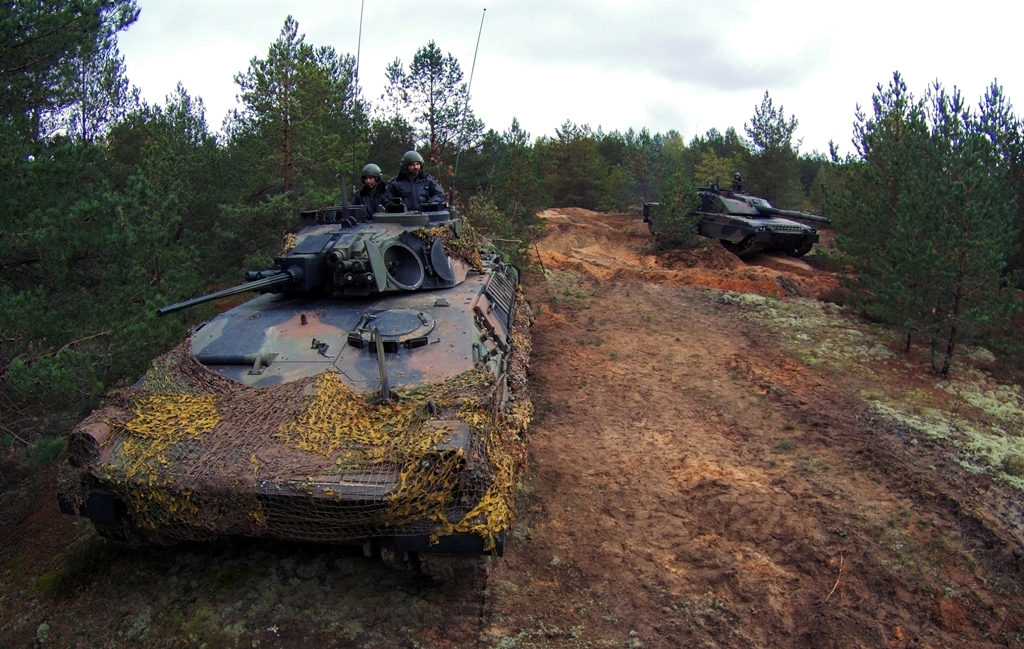
Dardo, 1. Bersaglieri-Regiment, dahinter Ariete, 4. Panzer-Regiment
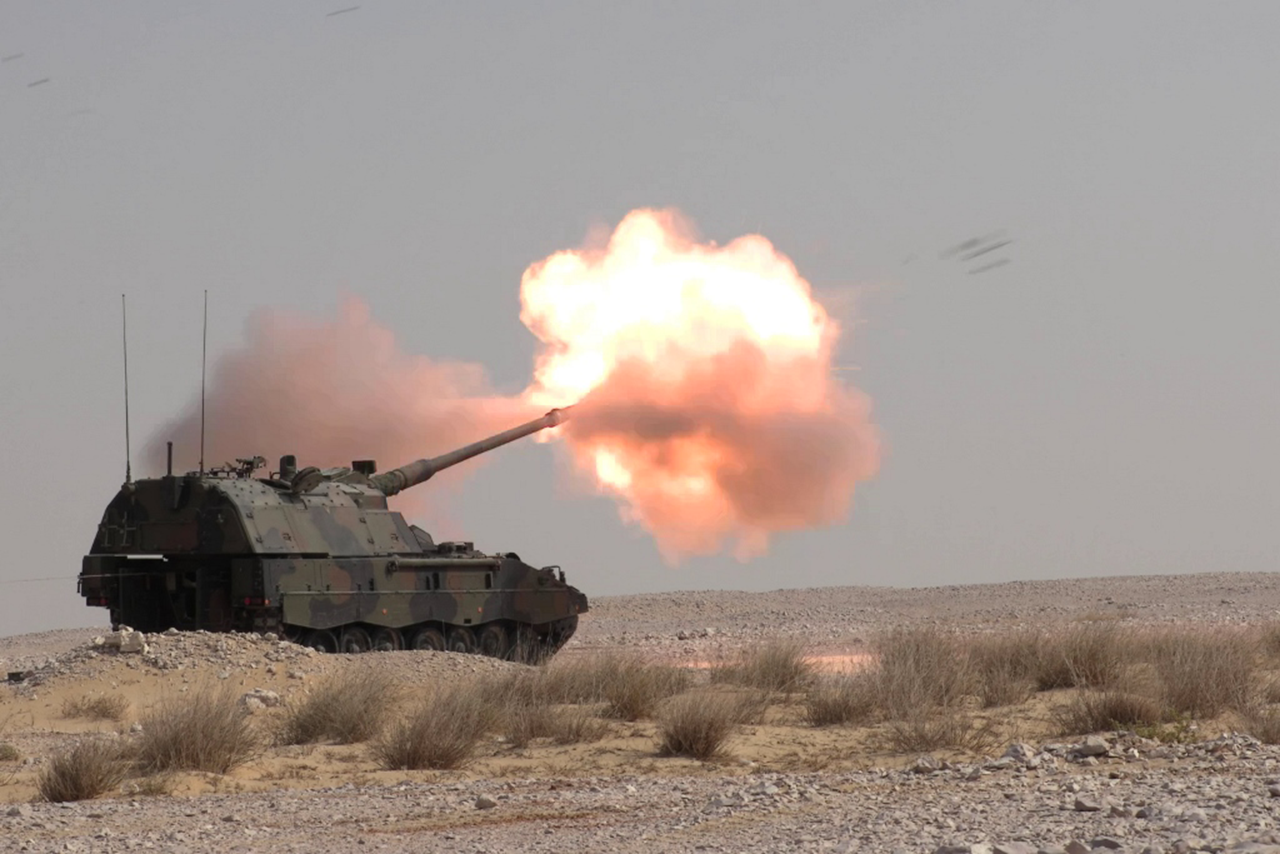
Panzerhaubitze 2000, 8. Panzerartillerie-Regiment Pasubio, 2019 in Katar